# Словацька Екстраліга 2009—2010
Сезон Словацької Екстраліги 2009—10 — 17-й розіграш чемпіонату Словацької Екстраліги. Регулярний чемпіонат стартував 11 вересня 2009 року, а завершився 9 березня 2010 року. В сезоні 2009—10 в окрім дванадцяти словацьких клубів взяла участь і молодіжна збірна збірна країни. Серія плей-оф тривала з 15 березня по 23 квітня 2010 року, переможцем якої стала команда ХК «Кошице», перемігши у фінальній серії «Слован» (Братислава) із рахунком 4:2. Команди ХК «Спішска Нова Вес» і ХК 32 «Ліптовски Мікулаш» понизились напряму до 1-ї ліги, а МсХК «Жиліна» взяла участь у перехідних іграх з найкращою командою 1-ї ліги й здобула у серії загальну перемогу і залишилася в Екстралізі.

## Регулярний сезон
| Команда                      | І  | В  | ВО | ПО | П  | Г   | ПШ  | +/-  | Очк. |
| ---------------------------- | -- | -- | -- | -- | -- | --- | --- | ---- | ---- |
| Слован Братислава            | 47 | 35 | 5  | 2  | 5  | 199 | 101 | +98  | 117  |
| ХК 05 Банська Бистриця       | 47 | 24 | 10 | 4  | 9  | 179 | 133 | +46  | 96   |
| ХК Кошице                    | 47 | 24 | 3  | 3  | 17 | 179 | 126 | +53  | 81   |
| МХК Мартін                   | 47 | 22 | 4  | 5  | 16 | 139 | 131 | +8   | 79   |
| ХК 36 Скаліца                | 47 | 23 | 3  | 4  | 17 | 153 | 137 | +16  | 79   |
| ХК Попрад                    | 47 | 24 | 0  | 5  | 18 | 155 | 132 | +23  | 77   |
| ХК Нітра                     | 47 | 21 | 5  | 3  | 18 | 127 | 130 | −3   | 76   |
| ХКм Зволен                   | 47 | 20 | 3  | 5  | 19 | 132 | 126 | +6   | 71   |
| Дукла Тречин                 | 47 | 17 | 3  | 4  | 23 | 159 | 167 | −8   | 61   |
| МсХК Жиліна                  | 47 | 12 | 8  | 4  | 23 | 126 | 158 | −32  | 56   |
| ХК Спішска Нова Вес          | 47 | 13 | 2  | 5  | 27 | 125 | 168 | −43  | 48   |
| ХК 32 Ліптовски Мікулаш      | 47 | 12 | 2  | 5  | 28 | 129 | 185 | −56  | 45   |
| ХК Оранж 20 (Словаччина U20) | 36 | 4  | 1  | 0  | 31 | 70  | 178 | −108 | 14   |

## Плей-оф

### Посів плей-оф
8 команд, які за підсумками регулярного чемпіонату посіли найвищі місця, кваліфікувалися до серії плей-оф. Команда «Слован» (Братислава) стала переможцем регулярного чемпіонату, набравши 117 очок.
1. Слован Братислава — 117 очок
2. ХК 05 Банська Бистриця — 96 очок
3. ХК Кошице — 81 очко
4. МХК Мартін — 79 очок
5. ХК 36 Скаліца — 79 очок
6. ХК Попрад — 77 очок
7. ХК Нітра — 76 очок
8. ХКм Зволен — 71 очок

### Сітка плей-оф
В 1/4 фіналу команди розділені на пари згідно із зайнятими місцями за підсумками першого етапу: 1—8, 2—7, 3—6, 4—5. В 1/2 фіналу учасники розподіляються за наступним принципом: команда, що посіла за підсумками першого етапу найвище місце, зустрічається з командою, що посіла найнижче місце.
- 1/4 і 1/2 фіналу і фінал проводяться до 4-х перемог однієї з команд.
- ігри за третє місце не проводяться, третє місце присуджується команді, що програла в 1/2 фіналу і посіла в регулярному чемпіонаті найвище місце.

|  | Чвертьфінали | Чвертьфінали      | Чвертьфінали |           |                     | Півфінали         | Півфінали | Півфінали |  |  | Фінал | Фінал             | Фінал |
|  |              |                   |              |           |                     |                   |           |           |  |  |       |                   |       |
|  | 1            | Слован Братислава | 4            |           |                     |                   |           |           |  |  |       |                   |       |
|  | 8            | ХКм Зволен        | 1            |           |                     |                   |           |           |  |  |       |                   |       |
|  | 8            | ХКм Зволен        | 1            |           | 1                   | Слован Братислава | 4         |           |  |  |       |                   |       |
|  |              |                   |              |           | 1                   | Слован Братислава | 4         |           |  |  |       |                   |       |
|  |              | 5                 | ХК Нітра     | 0         |                     |                   |           |           |  |  |       |                   |       |
|  | 4            | 5                 | ХК Нітра     | 0         | ХК Банська Бистриця | 2                 |           |           |  |  |       |                   |       |
|  | 4            |                   |              |           | ХК Банська Бистриця | 2                 |           |           |  |  |       |                   |       |
|  | 5            | ХК Нітра          | 4            |           |                     |                   |           |           |  |  |       |                   |       |
|  |              |                   |              |           |                     |                   |           |           |  |  | 1     | Слован Братислава | 2     |
|  |              |                   | 2            | ХК Кошице | 4                   |                   |           |           |  |  |       |                   |       |
|  | 2            | ХК Кошице         | 4            |           |                     |                   |           |           |  |  |       |                   |       |
|  | 7            | ХК Попрад         | 1            |           |                     |                   |           |           |  |  |       |                   |       |
|  | 7            | ХК Попрад         | 1            |           | 2                   | ХК Кошице         | 4         |           |  |  |       |                   |       |
|  |              |                   |              |           | 2                   | ХК Кошице         | 4         |           |  |  |       |                   |       |
|  |              | 3                 | МХК Мартін   | 1         |                     |                   |           |           |  |  |       |                   |       |
|  | 3            | 3                 | МХК Мартін   | 1         | МХК Мартін          | 4                 |           |           |  |  |       |                   |       |
|  | 3            |                   |              |           | МХК Мартін          | 4                 |           |           |  |  |       |                   |       |
|  | 6            | ХК 36 Скаліца     | 3            |           |                     |                   |           |           |  |  |       |                   |       |

### Результати

#### Чвертьфінал

##### Слован Братислава— ХКм Зволен
Серія «ХК Слован Братислава» (1.) — «ХК Зволен» (8.)
- «ХК Слован Братислава» — «ХК Зволен» 8 : 2 (3:0 , 3:0 , 2:2)
- «ХК Слован Братислава» — «ХК Зволен» 1 : 6 (0:5 , 0:1 , 1:0)
- «ХК Зволен» — «ХК Слован Братислава» 1 : 4 (0:1 , 0:1 , 1:2)
- «HKm Zvolen» — «ХК Слован Братислава» 2 : 3 SN (1:2 , 0:0 , 1:0, 0:0, 0:1 sn)
- «ХК Слован Братислава» — «ХК Зволен» 3 : 2 PP (0:1, 0:1, 2:0 — 1:0)

До півфіналу пройшов ХК Слован Братислава з загальним результатом серії 4 : 1

##### ХК Банська Бистриця— ХК Нітра
Серія «ХК 05 Банська Бистриця» (2.) — «ХК Нітра» (7.)
- «ХК 05 Банська Бистриця» — «ХК Нітра» 3 : 4 SN (2:1 , 1:1 , 0:1, 0:0, 0:1 sn)
- "ХК 05 Банська Бистриця"a — «ХК Нітра» 2 : 1 (1:1 , 1:0 , 0:0)
- «ХК Нітра» — «ХК 05 Банська Бистриця» 0 : 3 (0:0 , 0:1 , 0:2)
- «ХК Нітра» — HC 05 Banská Bystrica 4 : 1 (2:0 , 1:1 , 1:0)
- «ХК 05 Банська Бистриця» — «ХК Нітра» 2 : 4 (1:0, 0:3, 1:1)
- «ХК Нітра» — «ХК 05 Банська Бистриця» 4 : 3 SN (1:0, 1:2, 1:1 — 0:0, 1:0)

До півфіналу пройшов ХК Нітра з загальним результатом серії 4 : 2

##### ХК Кошице— ХК Нітра
Серія «ХК Кошице» (3.) — «ХК СКР Попрад» (6.)
- «ХК Кошице» — «ХК СКР Попрад» 1 : 0 (0:0 , 0:0 , 0:0, 1:0)
- «ХК Кошице» — «ХК СКР Попрад» 4 : 2 (1:0 , 2:0 , 1:2)
- «ХК СКР Попрад» — «ХК Кошице» 4 : 2 (4:1 , 0:1 , 0:0)
- «ХК СКР Попрад» — «ХК Кошице» 1 : 5 (0:1 , 0:2 , 1:2)
- «ХК Кошице» — «ХК СКР Попрад» 8 : 1 (2:0 , 6:1 , 0:0)

До півфіналу пройшов ХК Кошице з загальним результатом серії 4 : 1

##### МХК Мартін— ХК 36 Скаліца
Серія «МХК Мартін» (4.) — «ХК 36 Скалиця» (5.)
- «МХК Мартін» — «ХК 36 Скалиця» 2 : 6 (0:0 , 1:2 , 1:4)
- «МХК Мартін» — «ХК 36 Скалиця» 4 : 5 SN (3:2 , 0:1 , 1:1, 0:0, 0:1 sn)
- «ХК 36 Скалиця» — «МХК Мартін» 3 : 7 (1:3 , 2:1 , 0:3)
- «ХК 36 Скалиця» — «МХК Мартін» 1 : 3 (0:0 , 1:2 , 0:1)
- «МХК Мартін» — «ХК 36 Скалиця» 1 : 3 (1:1 , 0:1 , 0:1)
- «ХК 36 Скалиця» — «МХК Мартін» 0 : 2 (0:1 , 0:1 , 0:0)
- «МХК Мартін» — «ХК 36 Скалиця» 2 : 1 (0:1 , 1:0 , 1:0)

До півфіналу пройшов МХК Мартін з загальним результатом серії 4 : 3

#### Півфінал
Серія «ХК Слован Братислава» (1.) — «ХК Нітра» (4.)
- «ХК Слован Братислава» — «ХК Нітра» 4 : 0 (2:0 , 1:0 , 1:0)
- «ХК Слован Братислава» — «ХК Нітра» 5 : 3 (2:1 , 2:1 , 1:1)
- «ХК Нітра» — «ХК Слован Братислава» 2 : 9 (1:3 , 1:3 , 0:3)
- «ХК Нітра» — «ХК Слован Братислава» 2 : 5 (0:2, 1:2, 1:1)

До фіналу пройшов ХК Слован Братислава з загальним результатом серії 4 : 0
Серія «ХК Кошице» (3.) — «МХК Мартін» (7.)
- «ХК Кошице» — «МХК Мартін» 5 : 2 (0:1 , 4:1 , 1:0)
- «ХК Кошице» — «МХК Мартін» 5 : 3 (1:0 , 2:1 , 2:2)
- «МХК Мартін» — «ХК Кошице» 0 : 2 (0:0, 0:1, 0:1)
- «МХК Мартін» — «ХК Кошице» 2 : 1 (2:0, 0:0, 0:1)
- «ХК Кошице» — «МХК Мартін» 5 : 2 (1:1 , 4:0 , 0:1)

До фіналу пройшов ХК Кошіце з загальним результатом серії 4 : 1

#### Фінал
| Ігри серії | Фіналіст             |      | Фіналіст             | Результат                                | Закинуті шайби |
| ---------- | -------------------- | ---- | -------------------- | ---------------------------------------- | --- |
| 1          | ХК Слован Братислава | ---- | ХК Кошице            | 2 : 5 (0 : 3, 1 : 0, 1 : 2)              | 40. Андрей Недорост, 49.Мартін Кульга 2.Петр Шахл, 16.Ріхард Єнчик, 20. Петер Бартош, 50.Владімір Дравецки, 60. Марек Ворел                                     |
| 2          | ХК Слован Братислава | ---- | ХК Кошице            | 3 : 6 (1 : 2, 2 : 2, 0 : 1)              | 5. Йозеф Ковачик, 33.Ріхард Гуна, 36.Мірослав Лажо 2.Рудолф Гуна, 15.Рудолф Гуна, 36. Рудолф Гуна, 37.Владімір Дравецки, 49.Душан Андрашовски, 51.Петер Гужевка |
| 3          | ХК Кошице            | ---- | ХК Слован Братислава | 1 : 2 (0:1 , 1:0 , 0:0, 0:0, 0:1 буліти) | 39.Петр Шахл 3.Роберт Гуна, реалізація буліту Мірослав Лажо |
| 4          | ХК Кошице            | ---- | ХК Слован Братислава | 3 : 2 (1:1 , 0:1 , 2:0)                  | 14. Петер Мікуш, 42. Петер Бартош, 46. Петер Бартош 4. Станіслав Гудец, 27. Андрей Недорост                                                                     |
| 5          | ХК Слован Братислава | ---- | ХК Кошице            | 4 : 1 (0:1 , 3:0 , 1:0)                  | 20:37 Мартін Кульга, 33:08 Йозеф Ковачик, 34:13 Мірослав Лажо, 42:01 Ріхард Гуна 10:41 Ондрей Гміттер                                                           |
| 6          | ХК Кошице            | ---- | ХК Слован Братислава | 5 : 2 (0:0 , 2:1 , 3:1)                  | 34.Владімір Дравецки, 39.Душан Андрашовски, 49.Петр Шахл, 52. Петер Бартось, 55.Владімір Дравецки 37. Любомір Вайц, 45. Роберт Гуна                             |

## Команда-переможець
| Чемпіон Словаччини ХК Кошице | Воротарі: Томаш Галас, Юліус Гудачек, Домінік Пец. Захисники: Мартін Гайдош, Любомір Хмело, Радек Дейл, Петер Слімак, Міхал Піхнарчик, Мартін Марінчин, Ян Гомер, Петер Губа, Міхал Грман, Ян Табачек, Давід Галас, Міхал Шеда, Петер Мікуш. Нападники: Петр Шахл, Ондрей Гміттер, Марек Ворел, Рудолф Гуна, Владімір Дравецький, Ріхард Єнчик, Петер Гужевка, Марек Мертел, Петер Бартош, Роберт Томик, Душан Андрашовський, Марцел Балаж, Юрай Сикора, Станіслав Грон. Тренер: Ростіслав Чада, Павол Зубек |